# 訓練所
訓練所（くんれんじょ）とは、各種の訓練・研修を行う施設がその施設名に用いる場合が多い名称。「訓練所」に関する法令の定めはなく，満たすべき要件もないので、この名称に法的な意味はない。名称については、「訓練所」のほか「訓練センター」・「研修所」・「研修センター」などの名称が使われることが多い。なお、「消防学校」などのように「学校」の名称を用いることもある。

## 概要
施設については、それぞれの職務や職業に関する技術の習得や向上に必要な設備（実習のための設備や模擬装置など）や講義を行う施設が設けられ、施設によっては宿泊のための設備も設けられることもある。

## 名称に「訓練所」を含む施設の例
- 独立行政法人航海訓練所（海事教育機関/航海実習 海員学校)
- 愛別飛行場(日本エアースクール訓練所)
- 青年海外協力隊駒ヶ根/二本松訓練所
- 警察訓練所
- 環境保護人員訓練所  行政院環境保護署
- 自衛隊訓練所 山田緑地
- 自衛隊自動車訓練所
- JR東日本乗務員訓練所/板橋訓練所
- 国立障害者リハビリテーションセンター更生訓練所
- 消防局消防訓練所
- 出光興産千葉製油所・中央訓練所
- 大町市母子通園訓練所「あゆみ園」（市立大町総合病院)
- 仙台空港霞ノ目飛行場　仙台地方航空機乗員訓練所
- 足寄ヘリポート(株式会社アルファーアビエィション操縦士訓練所)
- 杜氏訓練所（流派ごと）
- 若洲海浜公園内ヨット訓練所
- 航海訓練所
- 日本モーターボート選手会常設訓練所(本栖訓練所)